# Konstantinowo (obwód Burgas)
Konstantinowo (bułg. Константиново) – wieś w Bułgarii, w obwodzie Burgas, w gminie Kameno. Według danych szacunkowych Ujednoliconego Systemu Ewidencji Ludności oraz Usług Administracyjnych dla Ludności, 15 czerwca 2020 roku miejscowość liczyła 685 mieszkańców.